# Пјанете (Козенца)
Пјанете је насеље у Италији у округу Козенца, региону Калабрија.
Према процени из 2011. у насељу је живело 36 становника. Насеље се налази на надморској висини од 762 м.